# Osiedle Dębina
Osiedle Dębina – osiedle mieszkaniowe w Poznaniu, leżące w dzielnicy Dębiec. Jest to też jednostka obszarowa Systemu Informacji Miejskiej, położone na terenie osiedla samorządowego Zielony Dębiec.
Osiedle jest kompleksem bloków mieszkalnych. Na jego terenie znajduje się dziewięć 11-sto piętrowych budynków z jedną klatką (1, 2, 3, 4, 5, 6, 7, 18, 19), dwa z trzema klatkami (16abc, 17abc), jeden z czterema klatkami (te klatki mają numery: 8, 9, 10, 11) cztery niskie budynki (23abc, 22ab, 21abc, 20ab). Większość bloków zawiera też punkt usługowy lub sklep. Na osiedlu znajdują się też pawilony ze sklepami. Dodatkowo są tu boiska do gry w piłkę nożną, piłkę siatkową oraz do koszykówki, place zabaw, siłownia na powietrzu oraz liczne tereny zielone.